# 鲁珀茨埃肯
鲁珀茨埃肯是德国莱茵兰-普法尔茨州的一个市镇。总面积9.43平方公里，总人口348人，其中男性174人，女性174人（2011年12月31日），人口密度37人/平方公里。